# Andro Kobaladze
Andro Kobaladze (en géorgien : ანდრო კობალაძე), né le 15 mars 1920 à Pereta (ka), en Iméréthie, alors en République démocratique de Géorgie (aujourd'hui en Géorgie), et mort en 1984 à Tbilissi, est un acteur géorgien surtout connu pour avoir incarné Joseph Staline dans une série de films historiques produits par l'Union soviétique.

## Biographie
Diplômé de l'Institut du théâtre de Tbilissi en 1941, Andro Kobaladze débute au théâtre dramatique Roustavéli de Tbilissi, avant de rejoindre le théâtre Meskhishvili de Koutaïssi durant la guerre. Dès 1948, il devient un acteur régulier du théâtre Marjanishvili et du studio Georgia-Film, où il reste actif jusqu'à sa mort.
Il reçoit le titre d'Artiste émérite de la RSS de Géorgie (ka) en 1958 pour sa contribution au théâtre et au cinéma soviétique.

## Rôles de Joseph Staline
Entre 1940 et 1982, il interprète Joseph Staline dans au moins seize films, exploitant sa ressemblance frappante avec le dirigeant soviétique. Ce rôle récurrent l'établit comme une figure clé des films de propagande historiques de l'époque.

## Filmographie (sélection)
- 1940 : Sverdlov
- 1965 : На одной планете (ru)
- 1972 : Dompter le feu (Ukroshcheniye ognya)
- 1973 : Dix-sept Moments de printemps (Semnadtsat mgnoveniy vesny, mini-série télévisée en douze épisodes, réalisée par Tatiana Lioznova)
- 1974 : Plamya (ru)
- 1978 : Do krwi ostatniej (pl) (film polonais)
- 1981 : Cherez Gobi i Khingan (ru)

## Vie personnelle
Andro Kobaladze a un fils, Koba Andreevich Kobaladze, qui réside à Tbilissi.

## Récompenses et distinctions
- 1958 : Artiste émérite de la RSS de Géorgie (ka)

- Andro Kobaladze : Récompenses, sur l'Internet Movie Database